# Шарм-сюр-Рон
Шарм-сюр-Рон (фр. Charmes-sur-Rhône, окс. Charmes sur Rhône) — коммуна во Франции, находится в регионе Рона — Альпы. Департамент коммуны — Ардеш. Входит в состав кантона Ла-Вульт-сюр-Рон. Округ коммуны — Прива.
Код INSEE коммуны 07055.

## Население
Население коммуны на 2008 год составляло 2384 человека.
| 1962 | 1968 | 1975 | 1982 | 1990 | 1999 | 2008 |
| ---- | ---- | ---- | ---- | ---- | ---- | ---- |
| 930  | 937  | 1142 | 1550 | 1826 | 2070 | 2384 |

## Экономика
В 2007 году среди 1499 человек в трудоспособном возрасте (15-64 лет) 1111 были экономически активными, 388 — неактивными (показатель активности — 74,1 %, в 1999 году было 74,8 %). Из 1111 активных работали 1019 человек (531 мужчина и 488 женщин), безработных было 92 (35 мужчин и 57 женщин). Среди 388 неактивных 116 человек были учениками или студентами, 174 — пенсионерами, 98 были неактивными по другим причинам.

## Фотогалерея
- Шарм-сюр-Рон.
- Вид с реки Рон
- Колокольня церкви. Вид с реки Рон.
- Мэрия
- Колокольня
- Карта коммуны